# Порторож
Порторож (словен. Portorož, итал. Portorose) — город на западе Словении и один из крупнейших в стране курортов. С итальянского языка название переводится как Порт Роз.

## География
Порторож принадлежит общине Пиран, расположенной на юго-западе страны, на побережье Пиранского залива (северной части Адриатического моря) между границами Италии на севере, и Хорватии на юге. Находится в 100 км на юго-запад от столицы Словении — Любляны.

### Климат
В Портороже средиземноморский климат. Средняя годовая температура воздуха в 1971−2000 гг. составила 12,8 °C (от 11,8 °C в 1980 г. до 14,0 °C в 1994 и 2000 гг.). Осадков выпадает около 931 мм в год.
| Показатель                    | Янв. | Фев.  | Март | Апр. | Май  | Июнь | Июль | Авг. | Сен.  | Окт.  | Нояб. | Дек. | Год   |
| ----------------------------- | ---- | ----- | ---- | ---- | ---- | ---- | ---- | ---- | ----- | ----- | ----- | ---- | ----- |
| Абсолютный максимум, °C       | 17,6 | 22,2  | 23,0 | 26,3 | 29,5 | 35,4 | 35,1 | 36,3 | 32,1  | 27,5  | 21,0  | 19,0 | 36,3  |
| Средний суточный максимум, °C | 8,6  | 9,7   | 13,1 | 16,8 | 21,8 | 25,5 | 28,4 | 28,2 | 23,9  | 19,0  | 13,2  | 9,7  | 18,2  |
| Средняя температура, °C       | 4,1  | 4,5   | 7,4  | 11,6 | 16,4 | 20,1 | 22,5 | 21,7 | 17,6  | 13,6  | 8,4   | 5,1  | 12,8  |
| Средний суточный минимум, °C  | 0,6  | 0,4   | 3,1  | 6,9  | 11,0 | 14,5 | 16,5 | 16,3 | 13,0  | 9,7   | 4,7   | 1,4  | 8,2   |
| Абсолютный минимум, °C        | −12  | −10,3 | −9,7 | −2,5 | 2,5  | 6,1  | 7,6  | 7,8  | 3,8   | 0,2   | −5,5  | −8,5 | −12   |
| Норма осадков, мм             | 56,3 | 47,1  | 61,3 | 65,3 | 68,8 | 85,8 | 57,6 | 78,1 | 123,8 | 120,5 | 91,3  | 75,3 | 931,2 |
| Источник: Meteo.si            |      |       |      |      |      |      |      |      |       |       |       |      |       |

## Курорт
Порторож интересен тем, что здесь лечат практически все болезни - от нарушений ЖКТ до бронхиальной астмы. Курорт расположен на побережье Адриатического моря, и большая часть процедур проводится с использованием морской воды. В городе находятся десятки относительно недорогих и комфортабельных SPA-отелей.

## Общая информация
- В Портороже проводился ряд крупных шахматных турниров, в том числе межзональный турнир 1958 года.
- С 2005 года и 2010 год в Портороже под эгидой WTA проводился профессиональный женский теннисный турнир Открытый чемпионат Словении по теннису
- В 1984 году в Портороже прошла международная физическая олимпиада школьников